# ترتيب الأسبقية الكندي
ترتيب الأسبقية الكندي هو التسلسل الهرمي الاسمي والرمزي لأعلى المناصب الهامة في الهيئات الحاكمة بكندا. ليس للترتيب أساس قانوني وإنما ويستعمل في توجيه البروتوكولات الدبلوماسية الاحتفاليّة.
تُصدر وزارة التراث الكندي «جدول الأسبقية لكندا» ولا يشمل على أعضاء العائلة المالكة عدا الملكة حيث تحتل المرتبة الأولى في التسلسل ويليها الحاكم العام. وتُصدر وزارة الدفاع الوطني توجيهات بروتوكولية مطابقة تقريباً ولكن تختلف عن جدول وزارة التراث باشتمالها على أعضاء العائلة المالكة، وتحديدها لأخذ الأسبقية بعد الحاكم العام. كما لدى مقاطعات وأقاليم كندا تراتيب الأسبقية الخاصة بها والمستخدمة للفعاليات ذات الطبيعة المحلية إدارياً. وتؤدي هذه التراتيب المحلية نفس الغرض وهي موضوعة على نحوٍ مشابه وتختلف في تشديدها على مناصب إدارة المقاطعات أو الأقاليم.
كما لدى جميع وحدات القوات المسلحة الكندية تراتيب خاصة بها تحدد الأسبقيَّة فغالباً ما ترتب هكذا أمور على نحو المنزلة الأعلى التي تشغلها الوحدة على يمين الوحدات الأخرى في المسيرات العسكرية الاحتفاليّة أو ما إلى ذلك من الفعاليات.
1. ملكة كندا
2. حاكم عام كندا (ماري سيمون)
3. رئيس وزراء كندا (مارك كارني)
4. رئيس المحكمة العليا
5. الحكام العامون السابقون مرتبين بحسب تاريخ تركهم للمنصب
6. الشركاء الأحياء للحكام العامين الراحلين
7. رؤساء الوزراء السابقون مرتبين بحسب تاريخ توليهم للمنصب
8. الرؤساء السابقون للمحكمة العليا مرتبين بحسب تاريخ تعينهم
9. رئيس مجلس الشيوخ
10. رئيس مجلس العموم
11. ممثلو كندا لدى الحكومات الأجنبية من سفراء ومفوضون ساميون
يحل السفراء والمفوضون الساميون في البداية تبعاً لترتيب تقديم اعتمادياتهم ويليهم الوزراء المفوضون، ومن ثم القائمون بالأعمال
12. أعضاء الوزارة الكندية
  1. أعضاء مجلس الوزراء:
ينص «جدول الأسبقية لكندا» على أن ترتيب الأسبقية ضمن هذه المجموعة يتحدد بحسب تاريخ التعيين في مجلس الملكة الخاص بكندا وتُقطع الصلات تبعاً لانتخاب العضو في مجلس العموم أو تعيينه في مجلس الشيوخ.[1] وقد تختار الوزارة ترتيباً بديلاً يحدده رئيس الوزراء.[3]
  2. وزراء الدولة مرتبين بحسب تاريخ التعيين في مجلس الملكة الخاص بكندا وتُقطع الصلات تبعاً لانتخاب العضو في مجلس العموم أو تعيينه في مجلس الشيوخ[4]
13. قائد المعارضة الرسمية
14. نائبو حكام المقاطعات مرتبين بحسب تاريخ انضمام مقاطعتهم للاتحاد وبحسب عدد السكان عند الانضمام حتى قطع الصلات
  1. نائب حاكم أونتاريو
  2. نائب حاكم كيبيك
  3. نائب حاكم نوفا سكوشا
  4. نائب حاكم نيو برونزويك
  5. نائب حاكم مانيتوبا
  6. نائب حاكم كولومبيا البريطانية
  7. نائب حاكم جزيرة الأمير إدوارد
  8. نائب حاكم ساسكاتشوان
  9. نائب حاكم ألبيرتا
  10. نائب حاكم نيوفندلاند ولابرادور
15. جميع الأعضاء الآخرين في مجلس الملكة الخاص بكندا مرتبين بحسب تاريخ تعيينهم في المجلس ولكن تُعطى الأسبقية للذين يحملون لقب «الأونرابل الحق» بالتوافيق مع تاريخ الحصول على اللقب التشريفي.[5]
16. رؤساء وزراء المقاطعات مرتبين بحسب تاريخ انضمام مقاطعتهم للاتحاد وبحسب عدد السكان عند الانضمام حتى قطع الصلات
  1. رئيس وزراء أونتاريو
  2. رئيس وزراء كيبيك
  3. رئيس وزراء نوفا سكوتيا
  4. رئيس وزراء نيو برونزويك
  5. رئيس وزراء مانيتوبا
  6. رئيس وزراء كولومبيا البريطانية
  7. رئيس وزراء جزيرة الأمير إدوارد
  8. رئيس وزراء ساسكاتشوان
  9. رئيس وزراء ألبيرتا
  10. رئيس وزراء نيوفندلاند ولابرادور
17. مفوضو الأقاليم
  1. مفوض الأقاليم الشمالية الغربية
  2. مفوض يوكون
  3. مفوض نونافوت
18. رؤساء وزراء الأقاليم
  1. رئيس وزراء الأقاليم الشمالية الغربية
  2. رئيس وزراء يوكون
  3. رئيس وزراء نونافوت
19. القادة الدينيون متساون وحسب الأقدَميّة
يقتصر على «الممثلين الكنديين الكبيرين للجماعات الدينية التي لديها حضور كبير في ولاية قضائية خاصة».
20. القضاة المستشارون للمحكمة العليا
21. قضاة المحكمة العليا 
  1. رئيس محكمة كندا الاتحادية
  2. معاون رئيس محكمة كندا الاتحادية
  3. كبار قضاة أعلى محكمة في كل مقاطعة وإقليم مرتبين بحسب تاريخ تعيينهم في هذا المنصب
  4. كبار قضاة محاكم عليا أخرى ومعاونوهم مرتبين بحسب تعيينهم في هذا المنصب
  5. قضاة المحاكم العليا المستشارون على المستوى الاتحادي ومستوى المقاطعات
22. أعضاء مجلس الشيوخ
23. أعضاء مجلس العموم
24. القناصل العامون للبلدان التي ليس لها تمثيل دبلوماسي
25. الموظف الكاتب في مجلس الملكة الخاص والوزير في مجلس الوزراء
26. رئيس هيئة أركان الدفاع
27. مفوض شرطة الخيالة الملكية الكندية
28. رؤساء الجمعيات التشريعية للمقاطعات والأقاليم
  1. رئيس جمعية أونتاريو التشريعية
  2. رئيس جمعية كيبك الوطنية
  3. رئيس مجلس نواب جمعية نوفا سكوشا
  4. رئيس جمعية نيو برونزويك التشريعية
  5. رئيس جمعية مانيتوبا التشريعية
  6. رئيس جمعية كولومبيا البريطانية التشريعية
  7. رئيس جمعية جزيرة الأمير إدوارد التشريعية
  8. رئيس جمعية ساسكاتشوان التشريعية
  9. رئيس جمعية ألبرتا التشريعية
  10. رئيس مجلس نواب جمعية نيوفندلاند ولابرادور
  11. رئيس جمعية الأقاليم الشمالية الغربية التشريعية
  12. رئيس جمعية يوكون التشريعية
  13. رئيس جمعية نونافوت التشريعية
29. أعضاء المجالس التنفيذية الخاصة بالمقاطعات والأقاليم
30. قضاة محاكم المقاطعات والأقاليم
31. أعضاء الجمعيات التشريعية الخاصة بالمقاطعات والأقاليم
32. رئيس الرابطة الكندية للبرلمانيين السابقين

## وصلات خارجية
- وزارة التراث الكندي: جدول الأسبقية لكندا (بالإنجليزية)
- مراتب الشرف والأعلام والبنية التوارثية للقوات المسلحة الكندية (بالإنجليزية)